# Argai
Argaï (Argaï, la prophétie) è una serie televisiva animata di 26 episodi prodotta da TF1, La Coloniale, D'Ocon Films Productions e Carrère. La serie è stata presentata per la prima volta nel 2000 su TF1; in italiano è stata trasmessa dall'agosto 2002 all'aprile 2003 su Fox Kids/Jetix e sulle televisioni locali.

## Trama
New York, 2075. La Regina delle Tenebre, una strega molto potente, regna indisturbata su tutto il mondo. Deve il suo potere al fatto che da secoli rubi la giovinezza e la bellezza alle giovani ragazze. Tra le sue vittime c'è Angel, una pastorella promessa sposa di Argaï, principe del regno di Tirloch dell'ormai lontano 1250. Quando la giovane cade sotto il sortilegio della Regina delle Tenebre (conosciuta col nome di Regina Oriale nel 1250) che consiste in un sonno senza fine, Argaï è desideroso di salvare la sua amata. Frate Gregory, amico del principe, lo avverte che tutto questo era destinato ad accadere poiché un frate veggente anni prima aveva scritto un libro di profezie che potrebbero aiutare il principe a sconfiggere la regina per sempre e in ogni tempo. Un fulmine colpisce il principe che, magicamente, si ritrova nel 2075 a New York. Qui incontra quelli che saranno i suoi più fidati amici e alleati nella sua lotta contro la Regina delle Tenebre: il detective Oscar Lampadina, il suo assistente Barnaby e la loro segretaria, la signorina Moon. Questi, appresa la triste storia, decidono di aiutare Argaï nel salvataggio di Angel e nella sua lotta contro la malefica regina. Tramite una macchina del tempo costruita da un vecchio amico di Oscar, Huxley, il gruppo fa avanti e indietro nel tempo per prendere dapprima il libro delle profezie, poi, tramite i versi contenuti in esso, i tredici elementi magici che servono per preparare un particolare antidoto destinato a svegliare la giovane Angel. Infatti la Regina delle Tenebre può restare giovane ed immortale a patto che le fanciulle che ella ha stregato non si sveglino mai e non vengano uccise. Il principe e i suoi compagni lottano con tutte le loro forze contro ogni ostacolo che la Regina delle Tenebre pone sul loro cammino per riuscire nell'impresa.

## Personaggi
Ogni personaggio è un animale antropomorfo.
- Argaï: nobile, coraggioso e leale, Argaï è un leone, principe del regno del Tirloch del 1250. Argaï trova negli amici Oscar, Barnaby e la signorina Moon dei validi alleati contro la Regina delle Tenebre. Insieme viaggiano di epoca in epoca alla ricerca degli ingredienti con cui spezzare l'incantesimo che la regina ha lanciato sulla sua fidanzata Angel.
- Angel: una bella e gentile pastorella promessa sposa del principe Argaï, stregata dal sortilegio della Regina delle Tenebre. Sebbene dorma un sonno infinito, questo non impedisce al suo spirito di vegliare sul suo amore e guidarlo.
- Oriale, la Regina delle Tenebre: antagonista di Argaï, è una strega crudele e potente che domina sul mondo e ha le fattezze di un cobra bianco. Ha stretto un patto con il Signore delle Tenebre, che le ha dato il potere dell'immortalità solo a condizione che streghi le fanciulle del passato e ne rubi la giovinezza e bellezza; se una sola di loro dovesse svegliarsi dal sonno, la sua vita sarebbe finita.
- Oscar Lampadina: detective privato nella New York del 2075 che accetta di aiutare Argaï. Grazie alle sue deduzioni e al suo infallibile ingegno, riesce a trovare delle soluzioni ai molteplici ostacoli che la Regina mette sul loro cammino. Nei momenti di stupore esclama sempre "Per mille scimmie impazzite".
- Barnaby: assistente di Oscar, diventa il migliore amico del principe lungo il cammino. Accompagna Argaï nei viaggi nel tempo aiutandolo ogni volta che c'è bisogno di combattere.
- Signorina Moon: la segretaria di Oscar. Una ragazza un po' ingenua, ma romantica, accompagna Oscar, Barnaby e Argaï in diversi viaggi nel tempo; in uno di questi conosce Jason, il capo dei guerrieri scozzesi, e se ne innamora, decidendo di restare con lui alla fine dell'avventura.
- Gekko: tirapiedi numero uno della Regina. Dopo i primi fallimenti dovuti all'arrivo di Argaï nel futuro, la Regina lo rimpiazza con un robot denominato Gekko 2.0, e per vendetta si allea temporaneamente con Argaï e i suoi amici aiutandoli a impossessarsi della macchina del tempo. Torna al servizio della Regina dopo che la sua copia robotica viene distrutta nell'esplosione dell'astronave della Regina.
- Gekko 2.0: un robot costruito dallo scienziato della Regina con lo scopo di sostituire il Gekko originale dopo i suoi fallimenti. Gekko 2.0 serve la Regina con la massima fedeltà, ma viene distrutto nell'esplosione dell'astronave della Regina.
- Principessa Lorelai: è la signora del pianeta dei ribelli che nel 2075 si ribella alla Regina. Aiuta Argaï e i suoi amici in molte occasioni, sia dando loro rifugio, sia tenendo al sicuro Angel.
- Signore delle Tenebre: essere di fuoco, è il signore degli inferi alleato della Regina delle Tenebre, alla quale ha dato il potere di rubare la giovinezza delle fanciulle.
- Re Khar: leone, padre di Argaï e re di Tirloch. Dopo la scomparsa di suo figlio nel futuro, si unisce ai Crociati nella speranza che questo possa far incrociare le loro strade.
- Pasha: pesce abissale, malavitoso di China Town che osteggia la Regina delle Tenebre.
- Signor Po: topo assistente di Pasha.
- Huxley Barns: inventore della macchina del tempo e amico di Oscar, è rinchiuso nella prigione F107, una delle più impenetrabili strutture della galassia; aiuta Oscar rivelandogli dove sia nascosta la macchina del tempo, grazie alla quale riescono a farlo evadere.
- Capitano Billy: ragazzino che guida un taxi nel 2075; nonostante l'età, è uno dei migliori piloti.
- Fratello Gregory: frate dell'ordine di monaci del monastero di Tirloch, parla ad Argaï del Libro delle Profezie che reca scritto il futuro suo e di Angel. Dopo che Argaï viaggia nel futuro, lascia il monastero su ordine di Re Khar con il compito di tenere il libro al sicuro.
- Fratello Tich: frate dell'ordine dei monaci di Tirloch.
- Kargal: lo Spirito delle Foreste, Argaï lo incontra durante la ricerca del primo ingrediente, e successivamente si rincontrano nella Foresta Incantata, aiutandosi nuovamente.
- Jason: capo dei guerrieri scozzesi. Argaï lo salva durante il viaggio nell'antica Scozia e da lì diventa suo amico e alleato. Si innamora della signorina Moon e, dopo aver sconfitto la Regina delle Tenebre, le chiede di sposarlo e lei accetta.
- Locandiere/Viticoltore di Parigi
- Oste cieco di Parigi: alleato della Regina. Nonostante l'incapacità di vedere, ha un ottimo udito e, dopo aver capito che Argaï e Barnaby sono ricercati dalla Regina, li droga con l'obiettivo di consegnarli a lei, ma i due si riprendono prima e riescono a sfuggirle.
- Fata Melusine
- Dama Bianca: fantasma di un'antica donna. Sua figlia subì il maleficio prima di Angel e questo le spezzò il cuore tanto da ucciderla. È lei a dare ad Argaï l'ultimo verso necessario per salvare Angel.
- Tiberias: marito della Dama Bianca quand'era in vita, anch'egli diventò un fantasma.

## Doppiaggio
| Personaggio                 | Doppiatore francese | Doppiatore inglese  | Doppiatore italiano    |
| --------------------------- | ------------------- | ------------------- | ---------------------- |
| Argaï                       | Bruno Choël         | Samuel Vincent      | Francesco Bulckaen     |
| Angel                       | Laura Préjean       | Tabitha St. Germain | Valentina Mari         |
| Regina delle Tenebre Oriale |                     | Kelly Sheridan      | Sonia Giulia Marinelli |
| Oscar Lampadina             |                     | Andrew Francis      | Carlo Reali            |
| Barnaby                     |                     | Doron Bell Jr.      | Ambrogio Colombo       |
| Signorina Moon              | Patricia Legrand    | Nicole Oliver       | Antonella Baldini      |
| Gekko                       |                     | Kirby Morrow        | Sergio Tedesco         |
| Principessa Lorelai         |                     | Kathleen Barr       | Paola Tedesco          |
| Principe delle Tenebre      |                     | David Kaye          | Mario Bombardieri      |
| Voce narrante               | Jean Topart         | Samuel Vincent      | Michele Kalamera       |

## Episodi
| nº | Titolo originale          | Titolo italiano          | Prima TV Francia | Prima TV USA      | Prima TV Italia |
| -- | ------------------------- | ------------------------ | ---------------- | ----------------- | --------------- |
| 1  | Le prince Argaï           | Il principe Argaï        | 2 settembre 2000 | 15 aprile 2001    | 2002            |
| 2  | L'homme masqué            | L'uomo mascherato        | 2000             | 18 aprile 2001    | 2002            |
| 3  | New York, 2075            | New York, 2075           |                  | 1º maggio 2001    | 2002            |
| 4  | F-107                     | F-107                    |                  |                   |                 |
| 5  | Le grand voyage           | Il lungo viaggio         |                  |                   |                 |
| 6  | Notre-Dame de Paris       | Notre-Dame de Paris      |                  |                   |                 |
| 7  | La mandragore             | La mandragola            |                  |                   |                 |
| 8  | L'amulette du pharaon     | L'amuleto del faraone    |                  |                   |                 |
| 9  | La route des croisades    | La via delle crociate    |                  |                   |                 |
| 10 | Alyasha                   | Alyasha                  |                  |                   |                 |
| 11 | Venise engloutie          | Venezia sommersa         |                  |                   |                 |
| 12 | L'évasion de frère Tich   | L'evasione di frate Tich |                  |                   |                 |
| 13 | La forêt enchantée        | La foresta incantata     |                  |                   |                 |
| 14 | Au pays des Celtes        | Nella terra dei Celti    |                  |                   |                 |
| 15 | Fleur de lotus            | Il fiore di loto         |                  |                   |                 |
| 16 | Le désert d'Awikango      | Il deserto di Awikango   |                  |                   |                 |
| 17 | Le monastère de Tirloch   | Il monastero di Tirloch  |                  |                   |                 |
| 18 | Le tournoi des chevaliers | Il torneo dei cavalieri  |                  |                   |                 |
| 19 | La grande évasion         | La grande evasione       |                  |                   |                 |
| 20 | L'orchidée sauvage        | L'orchidea selvaggia     |                  |                   |                 |
| 21 | La perle sacrée           | La perla sacra           |                  |                   |                 |
| 22 | L'encensoir               | Il turibolo              |                  |                   |                 |
| 23 | La fée Mélusine           | La fata Mélusine         |                  |                   |                 |
| 24 | La dame blanche           | La signora bianca        |                  |                   |                 |
| 25 | Angèle                    | Angel                    |                  |                   |                 |
| 26 | Le dernier combat         | La battaglia finale      | 2000             | 14 settembre 2002 | 2002            |